# 富松恵美
富松 恵美（とみまつ えみ、1982年4月13日 - ）は、日本の女性総合格闘家、プロレスラー。神奈川県川崎市出身。THE BLACKBELT JAPAN所属。元DEEP JEWELSストロー級暫定王者。夫は総合格闘家の小林ゆたか。
女性メタルギタリスト「Rie a.k.a.Suzaku」は実妹。

## 来歴
吉本女子プロレスJd'に入門し、2001年7月22日の後楽園ホール大会での対ドレイク森松、阿部幸江戦（パートナーは亜利弥'）でデビュー。デビュー直後から病気に苦しめられ、2002年11月11日の北沢タウンホール大会における対賀川照子戦を最後に3度目の長期欠場から復帰する事無く現役続行を断念、2003年4月13日の後楽園ホール大会で引退セレモニーを行った。
引退後しばらくして、2005年夏頃にパラエストラ松戸に入門し、同年11月のカンペオナート・ジャポネーゼを皮切りに、柔術・グラップリングの大会に出場。
2006年、7月23日のスマックガール「グラップリング・クイーン・トーナメント」ではライト級決勝で藤井惠に20秒で一本負けし準優勝、8月13日の東日本アマチュア修斗選手権大会では女子フライ級優勝、9月24日の全日本アマチュア修斗選手権大会は女子フライ級決勝で茂木康子に敗れ準優勝、そして12月17日のアマチュアブラジリアン柔術オープントーナメントでは女子アダルト白帯プルーマ級優勝。同年10月20日にG-SHOOTOに初参戦しプロデビュー。
2007年からはスマックガールにも参戦、ネクストシンデレラトーナメントに出場し5月19日のライト級準決勝では奥村ユカ（S-KEEP）に3-0の判定勝ち、9月6日の決勝に駒を進めたがV一に1-2の判定で敗れ優勝を逃した。同年のアブダビコンバットの日本予選にも参加、3月25日の55kg未満級1次予選では2戦2勝の成績を挙げたが、4月15日の最終予選では1回戦で塩田さやかに一本負けを喫した。
コスチュームは当初、Jd'時代末期の緑を基調としたセパレートのものを使用していたが、2007年5月から黒を基調としたものに変更、また入場テーマも妹Rieが当時所属していたバンド『朱雀』の「SYNAPSE」に変えた。
2008年1月30日、パンクラスに初参戦もWINDY智美の蹴りを腹部に受け2R終了時に棄権しTKO負け。試合後病院に運ばれ、打撲による腹膜炎および腸管損傷と診断され、開腹手術が行なわれた。再起不能とまで言われたが、その後打撃のない柔術・グラップリングでの復帰を目指し練習を再開した。
2008年11月2日、LUTADOR主催の女子グラップリングトーナメントに出場し決勝で茂木を下し優勝、復帰戦を飾った。2009年11月29日にはブラジリアン柔術の大会に2年ぶりに参加、東京国際オープントーナメントの女子青・紫帯プルーマ級で優勝、紫帯に昇格した。2010年9月12日のアジア・オープン選手権大会でも女子紫帯プルーマ級で優勝。2010年10月3日、プロ柔術「Gi2010」において茂木をアドバンテージ2-0で下し茶帯に昇格した。
2010年10月10日、JEWELS初参戦となったJEWELS 10th RINGのJEWELSグラップリングルール -52kg 1Dayトーナメント準決勝で浜崎朱加と対戦し、腕ひしぎ十字固めで一本負けを喫した。

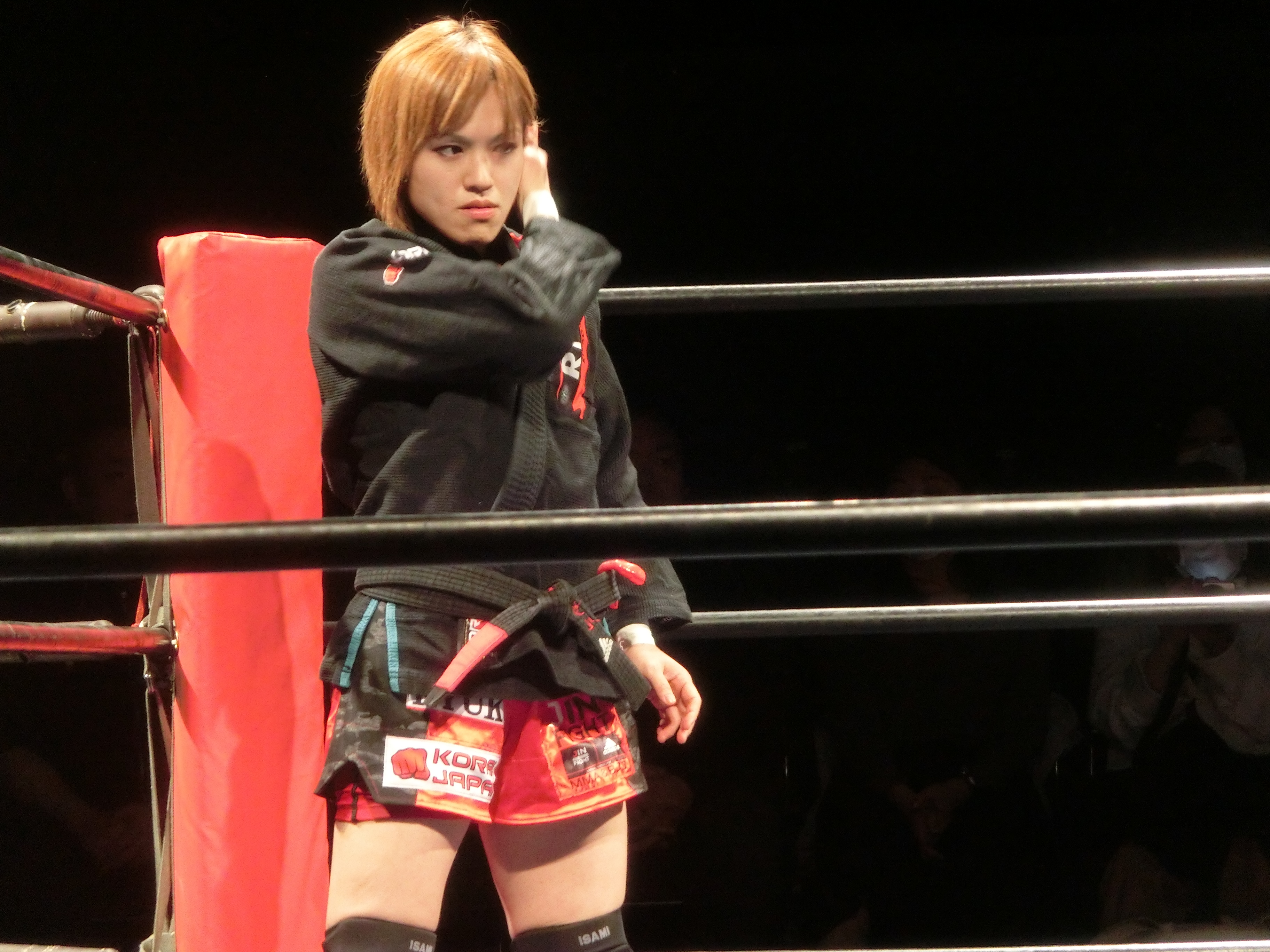
ニコプロ presents ハードヒット〜湾岸MOON RISE

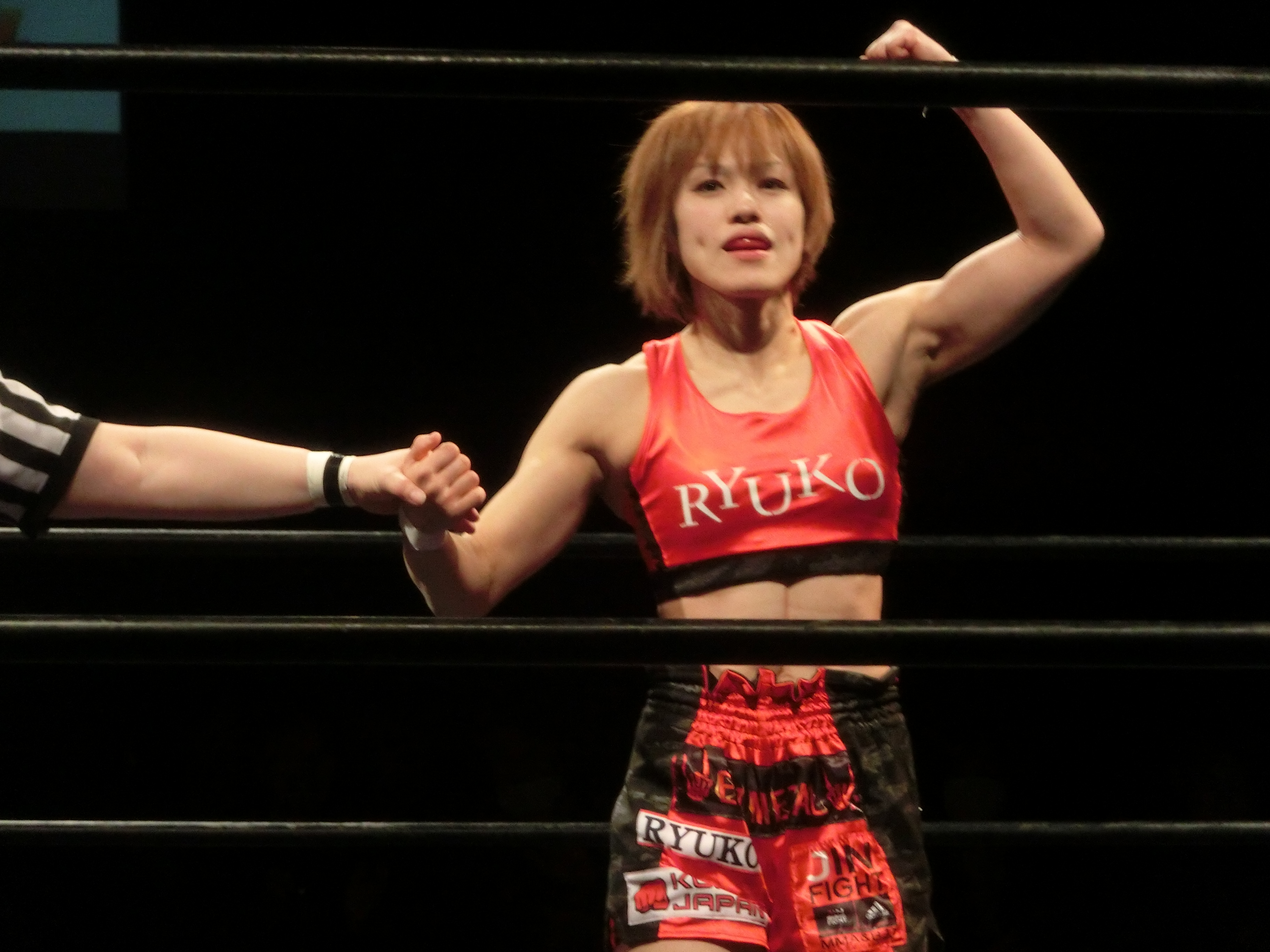
ニコプロ presents ハードヒット〜湾岸MOON RISE

2011年9月11日、3年7か月振りの総合格闘技復帰戦となったJEWELS 16th RINGでセリーナと対戦し、3-0の判定勝ちを収めた。2011年12月17日、JEWELS 17th RINGで、富田里奈と対戦し、2-1の判定勝ちを収めた。
2014年8月23日、ハードヒットに初参戦しグラップリングルールで米山香織に一本勝ち。
2017年3月25日、ハードヒットで米山香織と再戦し勝利。ハードヒットでは女子初の打撃有りのルールとなった。
2024年4月7日、DEEP NAGOYA IMPACT 2024 公武堂ファイト 2nd ROUNDでマユミGSBに判定2-1で辛勝し4年ぶりの勝利を挙げたあと、総合格闘家の小林ゆたかと結婚したことを公表した。

## 入場テーマ曲
- Cherries were Made for Eating（BRAHMAN） - Jd'時代
- SYNAPSE（朱雀）
- Rie a.k.a. Suzaku『End of the darkness』（現在）

## 戦績

### 総合格闘技
| 総合格闘技 戦績 | 総合格闘技 戦績 | 総合格闘技 戦績 | 総合格闘技 戦績 | 総合格闘技 戦績 | 総合格闘技 戦績 | 総合格闘技 戦績 |
| --------------- | --------------- | --------------- | --------------- | --------------- | --------------- | --------------- |
| 35 試合         | (T)KO           | 一本            | 判定            | その他          | 引き分け        | 無効試合        |
| 15 勝           | 0               | 4               | 10              | 1               | 0               | 0               |
| 20 敗           | 1               | 5               | 14              | 0               | 0               | 0               |

| 勝敗 | 対戦相手         | 試合結果                       | 大会名 | 開催年月日     |
|      | ケイト・ロータス | 試合前                         | DEEP JEWELS 50 | 2025年9月7日   |
| ○    | マユミGSB        | 5分2R終了 判定2-1              | DEEP NAGOYA IMPACT 2024 公武堂ファイト 2nd ROUND                                                                           | 2024年4月7日   |
| ×    | サダエ・マヌーフ | 5分2R終了 判定0-3              | DEEP OSAKA IMPACT 2022 2nd ROUND                                                                                           | 2022年8月28日  |
| ×    | 桐生祐子         | 5分2R終了 判定1-2              | DEEP TOKYO IMPACT 2022 4th ROUND                                                                                           | 2022年5月29日  |
| ×    | 大島沙緒里       | 1R 0:45 キムラロック           | DEEP JEWELS 32 【DEEP JEWELSアトム級グランプリ 1回戦】                                                                     | 2021年3月7日   |
| ×    | RENA             | 5分3R終了 判定0-3              | RIZIN.24 | 2020年9月27日  |
| ×    | 前澤智           | 5分3R終了 判定0-5              | DEEP JEWELS 26 【DEEP JEWELS アトム級タイトルマッチ】                                                                      | 2019年10月22日 |
| ○    | 古瀬美月         | 1R 4:28 キムラロック           | DEEP JEWELS 24 | 2019年6月9日   |
| ○    | 青野ひかる       | 2R 4:45 リアネイキッドチョーク | DEEP JEWELS 23 | 2019年3月8日   |
| ×    | パク・シウ       | 5分3R終了 判定0-3              | DEEP 85 IMPACT | 2018年8月26日  |
| ×    | 魅津希           | 3R 1:33 腕ひしぎ十字固め       | DEEP JEWELS 5 【DEEP JEWELSライト級王座決定戦】                                                                            | 2014年8月9日   |
| ○    | 魅津希           | 特別ルールにより反則勝ち       | DEEP JEWELS 3 | 2014年2月16日  |
| ○    | 長野美香         | 2R終了 判定3-0                 | DEEP JEWELS 2 【ライト級王座決定グランプリ 1回戦】                                                                         | 2013年11月4日  |
| ×    | ケイリン・カラン | 3R終了 判定0-3                 | PXC 38 | 2013年8月9日   |
| ×    | 長野美香         | 2R終了 判定0-3                 | JEWELS 23rd RING | 2013年3月30日  |
| ×    | V.V Mei          | 5分2R終了 判定0-3              | JEWELS 20th RING | 2012年7月21日  |
| ○    | アミバ           | 5分2R終了 判定3-0              | JEWELS 18th RING | 2012年3月3日   |
| ○    | 富田里奈         | 5分2R終了 判定2-1              | JEWELS 17th RING | 2011年12月17日 |
| ○    | セリーナ         | 5分2R終了 判定3-0              | JEWELS 16th RING | 2011年9月11日  |
| ×    | WINDY智美        | 2R終了時 TKO（棄権）           | PANCRASE 2008 SHINING TOUR                                                                                                 | 2008年1月30日  |
| ×    | V.V Mei          | 5分2R終了 判定1-2              | SMACKGIRL 2007 〜女王たちの一番熱い夏〜 【The Next Cinderella Tournament 2007 ライト級 決勝】                              | 2007年9月6日   |
| ○    | 奥村ユカ         | 5分2R終了 判定3-0              | SMACKGIRL-F 2007 〜The Next Cinderella Tournament 2007 2nd Stage〜 【The Next Cinderella Tournament 2007 ライト級 準決勝】 | 2007年5月19日  |
| ○    | 伊藤めぐみ       | 5分2R終了 判定3-0              | SMACKGIRL-F 2007 〜The Next Cinderella Tournament 2007 開幕戦〜 【The Next Cinderella Tournament 2007 ライト級 1回戦】     | 2007年3月11日  |
| ×    | 兼谷絵里         | 2R 3:46 チョークスリーパー     | 修斗 BATTLE MIX TOKYO 01                                                                                                   | 2007年1月26日  |
| ×    | 吉田正子         | 1R 3:35 腕ひしぎ十字固め       | G-SHOOTO Special 02 | 2006年10月20日 |

### グラップリング
| 勝敗 | 対戦相手   | 試合結果                   | 大会名 | 開催年月日     |
| ○    | 鈴木真由美 | 2R 2:49 チョークスリーパー | JEWELS 14th RING 【JEWELSグラップリングルール -54kg契約】                                                                       | 2011年5月14日  |
| ○    | 小川あけみ | 4分1R終了 判定3-0          | JEWELS 11th RING 【JEWELSグラップリングルール -54kg契約】                                                                       | 2010年12月17日 |
| ×    | 浜崎朱加   | 2R 2:34 腕ひしぎ十字固め   | JEWELS 10th RING 【JEWELSグラップリングルール -52kg 1Dayトーナメント 準決勝】                                                   | 2010年10月10日 |
| ×    | 杉内由紀   | ポイント0-0 レフェリー判定 | DEEP X リアルキング＆フューチャーキング＆ジュエルス女子グラップリングトーナメント2010 【ジュエルスグラップリング -50kg級 決勝】 | 2010年1月10日  |
| ×    | 藤井惠     | 0:20 アンクルホールド      | SMACKGIRL GRAPPRING QUEEN TOURNAMENT 2006 【ライト級 決勝】                                                                     | 2006年7月23日  |
| ○    | 真武和恵   | 判定7-0                    | SMACKGIRL GRAPPRING QUEEN TOURNAMENT 2006 【ライト級 準決勝】                                                                   | 2006年7月23日  |
| ×    | 船越あゆみ | 9:06 腕ひしぎ十字固め      | NO-GI撫子02 & GFC-05 & SG-F15 【NO-GI撫子ルール -50kg級トーナメント 決勝】                                                      | 2006年6月18日  |
| ○    | 牛塚愛子   | 5:58 腕ひしぎ十字固め      | NO-GI撫子02 & GFC-05 & SG-F15 【NO-GI撫子ルール -50kg級トーナメント 1回戦】                                                     | 2006年6月18日  |
| ○    | 笹本木綿子 | 3分2R終了 ポイント2-0      | NO-GI撫子02 & GFC-05 & SG-F15 【GFCルール -50kg級トーナメント 決勝】                                                            | 2006年6月18日  |
| ○    | 船越あゆみ | 3分2R終了 ポイント6-3      | NO-GI撫子02 & GFC-05 & SG-F15 【GFCルール -50kg級トーナメント 準決勝】                                                          | 2006年6月18日  |
| ○    | 正木沙織   | 1R 2:12 チョークスリーパー | NO-GI撫子02 & GFC-05 & SG-F15 【GFCルール -50kg級トーナメント 1回戦】                                                           | 2006年6月18日  |
| ○    | 荻野綾子   | 1:06 チョークスリーパー    | NO-GI撫子02 & GFC-05 & SG-F15 【SGS-Fルール】                                                                                   | 2006年6月18日  |

## 獲得タイトル
- 東日本アマチュア修斗選手権大会 女子フライ級 優勝（2006年）
- DEEP JEWELSライト級暫定王座（2014年）